# S-Bahn van Wenen
De S-Bahn van Wenen is de oudste en grootste S-Bahn (Stadtschnellbahn) van Oostenrijk. Het net wordt geëxploiteerd door de ÖBB (Österreichische Bundesbahnen). Het net behoort tot de VOR (Verkehrsverbund Ost-Region) tezamen met de Weense metro, tram en busnetwerk.
De Weense S-Bahn rijdt sinds 17 januari 1962 tussen Floridsdorf (in het noorden van de stad) en Meidling (in het zuiden) en van Floridsdorf naar de omliggende plaatsen Gänserndorf en Stockerau. In de jaren die daarop volgden werd het aantal lijnen uitgebreid. Sinds 1984 geldt in de gehele agglomeratie Wenen één tariefsysteem. Hierdoor is het combineren van U-bahn, S-Bahn, tram, bus en trein eenvoudiger. Sinds die tijd vallen ook de ÖBB-treinen op de Westbahn (richting Purkersdorf en Preßbaum) en de Preßburger Bahn (richting Wolfsthal, oorspronkelijk tot Bratislava) onder de S-Bahn.

## Lijnen
| Serie | Treinsoort         | Route | Bijzonderheden |
| ----- | ------------------ | --- | -------------- |
|       | S-Bahn Wenen (ÖBB) | Wien Meidling – Wien Hbf – Wien Floridsdorf – Gänserndorf – Marchegg                                                                      |                |
|       | S-Bahn Wenen (ÖBB) | Mödling – Wien Meidling – Wien Hbf – Wien Floridsdorf – Wolkersdorf – Mistelbach an der Zaya – Laa an der Thaya                           |                |
|       | S-Bahn Wenen (ÖBB) | Wiener Neustadt Hbf – Leobersdorf – Mödling – Wien Meidling – Wien Hbf – Wien Floridsdorf – Stockerau – Hollabrunn                        |                |
|       | S-Bahn Wenen (ÖBB) | Wiener Neustadt Hbf – Leobersdorf – Mödling – Wien Meidling – Wien Hbf – Wien Floridsdorf – Stockerau – Absdorf-Hippersdorf – Tullnerfeld |                |
|       | S-Bahn Wenen (ÖBB) | Wolfsthal – Flughafen Wien – Wien Rennweg – Wien Floridsdorf – Wolkersdorf – Mistelbach an der Zaya – Laa an der Thaya                    |                |
|       | S-Bahn Wenen (ÖBB) | Wien Franz-Josef-Bahnhof – Tulln Stadt – Sankt Pölten Hbf                                                                                 |                |
|       | S-Bahn Wenen (ÖBB) | Wien Handelskai – Wien Heiligenstadt – Wien Hütteldorf                                                                                    |                |
|       | S-Bahn Wenen (ÖBB) | Wien Westbahnhof – Unter Purkersdorf – Eichgraben-Altlengbach                                                                             |                |
|       | S-Bahn Wenen (ÖBB) | Bruck an der Leitha – Wien Hbf – Ebenfurth – Wiener Neustadt Hbf                                                                          |                |
|       | S-Bahn Wenen (ÖBB) | Wien Aspern Nord – Wien Hbf – Wien Hütteldorf                                                                                             |                |

## Toekomst
De nieuwste plannen van de stad Wenen zijn om de S45 vanaf de Handelskai te verlengen naar het nieuwe metrostation van de U2 Donaumarina om daarmee de metrolijnen U6 en U2 te verbinden.